# Кампинас (мезорегион)
Вижте пояснителната страница за други значения на Кампинас.
Кампинас (на португалски: Campinas) е мезорегион в щата Сао Пауло, югоизточна Бразилия.
Заема площ от 14 226 km² в североизточната част на щата като включва град Кампинас и агломерацията около него. Населението му е около 3 780 000 души (2010).